# Angelo Grillo
Angelo Grillo, al secolo Vincenzo Grillo (Genova, 1557 – Parma, ottobre 1629), è stato uno scrittore e poeta italiano, «uno dei poeti più letti e ammirati in Italia, influente al punto da entrare nel canone dei massimi lirici tra Cinque e Seicento, accanto a Tasso, Chiabrera e Marino».

## Biografia
Nato da una nobile famiglia genovese nel 1557, vestì fin da giovane l'abito dei benedettini di Monte Cassino. Grillo visse nell'epoca d'oro della Repubblica di Genova, in cui la città divenne uno dei principali centri economici, politici e culturali d'Europa. Fu abate del monastero di San Paolo fuori le mura a Roma, dove fondò la celebre Accademia degli Umoristi. Fu inoltre socio dell'Accademia degli Addormentati di Genova, degli Affidati di Pavia, degli Insensati di Perugia, dei Giustiniani di Padova, degli Oziosi di Napoli e degli Incogniti di Venezia.
Per tre volte ricoprì la carica di Presidente della Congregazione Cassinese.
Grillo intrecciò amicizia con molti letterati del suo tempo tra cui Guarini, Chiabrera, Casoni, Marino, Imperiali, Rinuccini e Bruni. Fu soprattutto intimo del Tasso negli anni di reclusione a Sant'Anna (secondo i contemporanei proprio lui si sarebbe adoperato per la liberazione del poeta) ma ebbe pure legami notevoli con Torquato Accetto con cui, risiedendo a Napoli, intrattenne un significativo rapporto epistolare all'interno dell'Accademia degli Oziosi. Tasso gli dedicò il Discorso dell'arte del dialogo, Marino lo celebrò nella Galeria, Imperiale nello Stato rustico e Boccalini nei Ragguagli di Parnaso. I suoi madrigali furono musicati da Claudio Monteverdi, Filippo Bonaffino, Orazio Vecchi, Luca Marenzio, Giuliano Paratico, Salamone Rossi, Pomponio Nenna e altri.

## Poetica
La poesia di Grillo si pone nel solco della Riforma cattolica e subisce l’influenza dei teorici del movimento della Devotio moderna. Alcuni punti caratteristici di questa scuola di spiritualità, come l’impostazione cristocentrica, il dialogo con la propria intimità, l’interiorizzazione dei rapporti dell’anima con Dio, si possono infatti considerare affini all’opera di Grillo che si basa sul dialogo interiore con Cristo e sulla compartecipazione alle sue sofferenze. Evidente è in Grillo la ricerca del coinvolgimento emotivo del lettore. Fin dalle prime composizioni religiose di Grillo si può rintracciare il repertorio “patetico” delle “lacrime”, centrale nella letteratura spirituale di fine Cinquecento che annovera gli esempi di Tansillo, Valvasone e Tasso.
Grillo si inserisce con particolare forza in questa linea, puntando decisamente sul nesso sangue-lacrime, per il quale la visione delle ferite di Cristo deve suscitare il pianto del devoto.
Pur mantenendosi nel solco del petrarchismo, Grillo può essere considerato uno dei precursori della lirica concettista di Giambattista Marino, che fu suo fervido ammiratore. Nei Pietosi affetti i temi sacri e della meditazione mistica vengono tradotti in vorticose immagini metaforiche e sinestetiche, tutte incentrate sul tema delle piaghe e del sangue.

## Opere
- Rime morali (1580 e 1599);
- Pietosi Affetti (Genova 1595), il capolavoro di Grillo: ebbero 11 edizioni fra il 1595 e il 1629, anno della morte del poeta.[15];
- Pompe della morte (Venezia 1599);
- Lettere, tre voll., Venezia 1608-1616;
- Elogio di Giovanni Imperiali doge di Genova (Venezia 1618).